# Yūki Kamatani
Yūki Kamatani (jap. 鎌谷 悠希 Kamatani Yūki; * 22. Juni 1983) ist Mangaka japanischer Nationalität und hat vor allem durch die Manga-Serie Nabari no Ō internationale Bekanntheit erlangt.
Kamatani identifiziert sich als „X-gender“, eine in Japan verbreitete nichtbinäre Geschlechtsidentität.
In der Mangaserie Wer bist du zur blauen Stunde?, das in Onomichi spielt, stellt Kamatani queere Charaktere dar, die sich mit ihrer Identität auseinandersetzen. Die Serie erscheint seit 2019 als erstes Werk Kamatanis auch auf Deutsch.

## Werke
Mit der Ausnahme der Manga-Kurzgeschichten-Sammlung Riberamente sind Kamatanis Werke allesamt Manga-Serien:
- Nabari no Ō (隠の王, 2004–2010)
- Riberamente (リベラメンテ, 2005)
- Shōnen nōto (少年ノート, 2011–2014)
- Busshi no Busshin: Kamakura Hanbun Busshiroku (ぶっしのぶっしん 鎌倉半分仏師録, seit 2014)
- Wer bist du zur blauen Stunde? (しまなみ誰そ彼 Shimanami Tasogare, 2015–2018)
- Hiraeth – Heimweh nach Endlichkeit (ヒラエスは旅路の果て Hiraeth wa Tabiji no Hate, 2020–2022)